# Congregazione dell'imitazione di Cristo
La Congregazione dell'imitazione di Cristo, detta di Betania (in latino Congregatio de imitatione Christi), è un istituto religioso maschile di diritto pontificio del rito siro-malankarese: i membri di questa congregazione clericale pospongono al loro nome la sigla O.I.C. (dall'inglese Order of the Imitation of Christ).

## Storia
La congregazione, sorta nella Chiesa ortodossa siro-giacobita, venne fondata da Geevarghese Panicker (1882-1953): docente presso il Serampore Christian College, pensò di fondare un ordine religioso sul modello delle congregazioni cattoliche al fine di elevare la vita spirituale del clero giacobita. Panicker adottò anche alcuni elementi dalla vita religiosa hindu, che aveva conosciuto nella Viswabharati di Rabindranath Tagore a Santiniketan e nel Sabarmati asram del Mahatma Gandhi. La prima casa (il "Bethany Ashram") venne aperta a Perunad, nel Kerala, il 15 agosto 1919.
Il 20 settembre 1930 Panicker (poi arcivescovo-eparca di Trivandrum con il nome di Mar Ivanios) si convertì al cattolicesimo e l'Ordine dell'imitazione di Cristo lo seguì venendo riconosciuto come congregazione religiosa interdiocesana.
Le sue costituzioni vennero riviste e approvate dalla Santa Sede nel 1954. L'istituto divenne di diritto pontificio con il decreto emesso il 14 aprile 1966 dalla Congregazione per le Chiese Orientali, da cui giuridicamente dipende.

## Attività e diffusione
I membri della congregazione conducono una vita di preghiera e penitenza. Si dedicano all'opera di evangelizzazione dei non cristiani e al lavoro ecumenico presso i cristiani siro-giacobiti.
I religiosi della congregazione sono attivi essenzialmente presso le comunità di rito siro-malankarese, stanziate principalmente nel Kerala; la sede generalizia è a Kottayam.
Al 31 dicembre 2005 la congregazione contava 37 case e 188 membri, 106 dei quali sacerdoti.